# XM29 OICW
XM29 OICW（Objective Individual Combat Weapon：個人主体戦闘武器）は、20mm炸裂弾を発射することができる次世代個人携行火器の試作プロトタイプである。OICW計画の一環として1990年代に開発された。

## 概要
XM29は、アライアント・テックシステムズが開発元請となり、ヘッケラー&コッホが開発下請として開発した。
XM29はセミオートマチック方式の20mm炸裂弾ランチャー、その下部に当時は開発の最終段階であった5.56x45mm NATO弾を発射するH&K G36がマウントされており、更に銃の上部には一体型のレーザー測距装置、赤外線暗視装置、6倍まで調整可能な望遠スコープが装備されている。
開発の初期段階ではライフル銃とグレネードランチャー同士を横隣に装着するといった、後期型のものとは異なる形態で組み合わされていた。また、別の開発段階での派生型では20mm炸裂弾ランチャー単体だけで構成されたものや、G36の代わりに同社のMP7を搭載したものが開発されている。
この兵器の特徴である20mmランチャーは炸裂弾頭（グレネード）を使用するが、従来のグレネードランチャーの弾丸が大きな山形の弾道を描いて飛んでいくのに対し、銃弾や小型砲の砲弾のように高速で水平に射出される。この特徴から、従来の武器カテゴリーに当てはまらないとして『グレネードランチャー』以外にも『セミオート式20mmキャノン』 『空中炸裂弾ランチャー Airburst weapon』など様々な呼び名が使われた。
重量、サイズ、20mm砲弾の威力不足といった様々な問題が足かせとなり、計画は中止に追い込まれた。2004年に計画を中止するに当たり、この計画は次の「3つの計画」に分割された。
計画1 - 軽量兵器の開発
ヘッケラー&コッホとアメリカ陸軍による試作アサルトライフルXM8は計画1による成果である。しかし、このXM8計画は2004年にコルト社からトライアルに自社開発製品を参加させるように大きな圧力がかかり一度白紙に戻されることとなった。そして、米軍から発表された要求諸元は、次の通りである。
要求1
5.56x45mm NATO弾をセミオートマチック、フルオートマチックで発射できる。
要求2
有効射程150mの近接戦闘火器で小型携帯型。標準火器である有効射程500mのカービン型、スナイパーライフル型、フルオート射撃が可能であり射程600mまでの分隊支援火器型。また、それぞれがモジュールの付け替えで改造ができるというものである。
計画2 - 単体兵器としての空中炸裂型グレネードランチャーの開発
計画2の結果としてXM25 25mm炸裂弾ランチャーが開発された。
計画3 - 再び二つの兵器を合体させる
計画3は、計画1および2が完了していないため、まだ手がつけられていない。

## 特徴

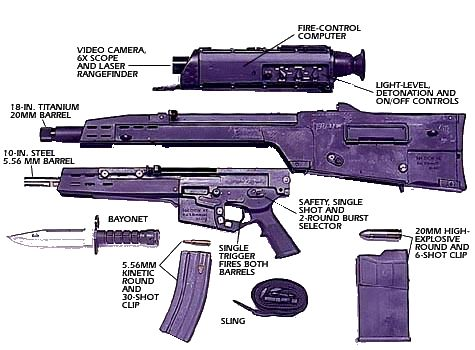
XM29の各モジュール

XM29は、上述の通りマガジン給弾方式の20mm炸裂弾ランチャーと5.56mmライフル銃からなる。二つの火器は一人の装備として一体型になる他、標的捕捉・射撃管制システム（後述）が組み込まれている。XM29は、戦術コンピュータやヘッドアップディスプレイを駆使して相互通信が可能となる次世代陸上戦闘システム計画の一環として開発されたものである。

### 炸裂弾ランチャー
2002年初頭、XM29の特徴である20mm炸裂弾（High Explosive Air Bursting）ランチャーが開発された。このランチャーはガス圧利用によるセミオートマチックでの射撃が可能である。このランチャーはブルパップ方式であり、着脱式の大型箱型弾倉がストックに装着される。ランチャーの砲身内部にはライフリングが切られ、20mm炸裂弾を1,000m以上飛ばすことが可能である。通常モデルでは、このランチャーの射撃コントローラーの大部分が下に取り付けてあるライフル銃に一緒に組み込まれており、一つのトリガーを使ってライフルと炸裂弾が撃ち分けられる。また、ライフル無しでの運用も可能にするため、独立型のランチャーも開発されるという。
XM29の上部には上述の射撃管制システムが装備してあり、その装置からの情報で20mm炸裂弾の信管を作動させる。さらに、後期型のタイプでは発射前にレーザー測距装置によって標的までの距離を測定し、着弾地点までに何回転砲弾が回転するか計算し、あらかじめ設定した距離で弾が炸裂するようになっている。発射後、弾は飛翔しながら回転数を計測し、設定された回転数に達した時点で炸裂する。
これにより、敵に直撃弾を与えなくても敵の至近距離に弾が到達すれば炸裂弾が爆発して敵を殺傷することが可能である。また、敵周辺の空中で炸裂するため、銃弾を敵兵一人に一発当てるよりも、砲弾一発で炸裂時に発生する破片でより多くの敵兵を殺傷することが利点として挙げられる。それまでライフル弾を一発一発敵に当てることによって敵を制圧しなければならなかったので、この点においては従来火器に比べ優れている。
破片が四方に飛散するため、遮蔽物に身を隠している敵や塹壕に立て篭る敵に対しても、その付近へ砲弾をライフル弾の様に撃ち込むだけで殲滅することが可能である。
しかし、欠点が無い訳ではなく、弾頭に複雑な信管が組み込まれているため、砲弾一発の値段が非常に高い。OICW計画では炸裂弾は一発25 USドル前後でなくてはならないとされているが、未だ砲弾がいくらになるのか見通しが立っていない。現在の炸裂弾頭は前方と後方に炸薬が封入されており、その間に信管が組み込まれている。この20mm炸裂弾はXM29 ランチャー専用の主用弾薬として考えられている。
現在、口径を25mmに拡大しランチャー単体で運用するXM25が開発中である。

### 標的捕捉/射撃管制装置
この装置一式は昼夜兼用の暗視装置、レーザー測距装置、弾道計算コンピュータなどの先進機器を搭載しているため非常に高価で仕組みも複雑である。昼夜、天候状況を問わず敵を探知して、その距離を測定し、それらの情報を砲弾の信管にインプットする。たとえこの射撃管制が壊れたとしてもランチャー単体で従来のグレネードランチャーのように直接標的付近に着弾させて砲弾を炸裂させることも可能である。

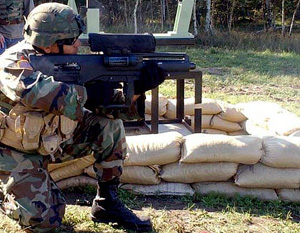
XM25のプロトタイプ
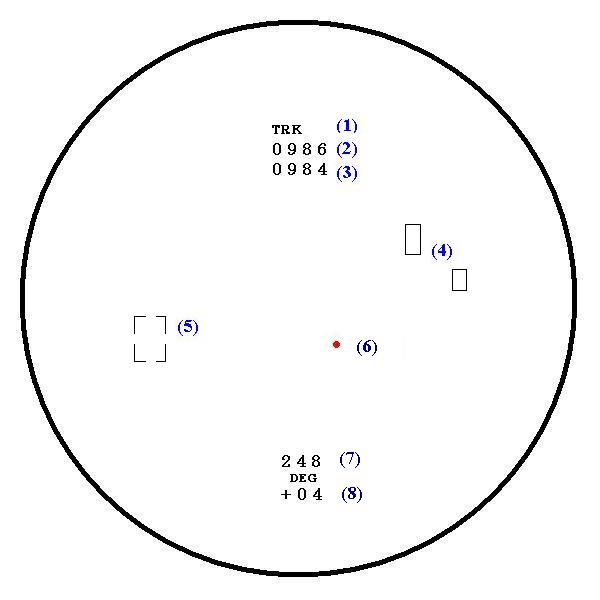
照準器の情報表示。拡大表示にて詳細表示あり

## 費用とXM29の存在意義
テストの結果、XM29は従来型の個人携帯兵器よりも「最大で500%」高い効果が得られるという。しかし、この計画はサイズや重量の点で問題があったため、中止に追い込まれることとなった。
重量は、プロトタイプのXM29で5.5kgであるが、実用運用重量は一挺で8kg以上となる。値段に関しては専門家から「XM29のコンセプトは兵士に高価な兵器を装備させることで予算的に部隊の編成を不可能にし、戦闘を防ぐものかもしれない」と皮肉を言われるほどである。